# Nagyborosnyó
Nagyborosnyó (románul Boroșneu Mare, németül Gross-Weindorf): falu Romániában Kovászna megyében.

## Fekvése
Sepsiszentgyörgytől 17 km-re keletre, a Borosnyó-patak hordalékkúpján fekszik.

## Nevének eredete
Neve a bolgárszláv borosnyo (= nyírjes) főnévből ered.

## Története
1332-ben Burizno néven említik először. A Kovászna-patak Borosnyó felőli teraszán 2-3. századi római castrum állott. A Kispatak völgyében Borzvára területén rézkori, dák és középkori telepek voltak. Középkori templomát a 18. században bontották le, helyette 1762 és 1791 között épült temploma. Régen a Horváth, a Kónya és a Bartha családnak volt itt udvarháza, ezeket azonban már lebontották.
1847-től vásártartási jogot kapott, híres hetivásárai voltak. Az Oltárhegyen állt a középkori Székelynéz nevű őrtorony, melyet 1353-ban Nagy Lajos király bontatott le. 1562-ben, amikor a János Zsigmond elleni székely lázadást leverték két vár építését rendelték el, melyek közül az egyik itt épült fel. 1599-ben Mihály vajda betörésekor a székelyek lerombolták
a gyűlölt várat, de 1600-ban az erdélyi rendek ismét felépítését rendelték el azonban nem épült újjá. Köveit más építkezésekhez használták fel. 1880-ban a falunak 1345 lakosa volt. 1910-ben 1544, túlnyomórészt magyar lakosa volt. A trianoni békeszerződésig Háromszék vármegye Sepsi járásához tartozott. 1992-ben 1442 lakosából 1301 magyar, 106 cigány és 35 román volt.

## Látnivalók
- A Lécfalva felé emelkedő Várhegy tetején állnak Székelybánja várának maradványai.
- Mai református templomát 1853 és 1856 között építették.
- Római katolikus temploma a Nagyboldogasszony tiszteletére van szentelve.
- A faluban ortodox templom is található.

## Híres emberek
- Itt született 1828-ban Benedek Áron egyházi író.
- Itt született dr. N. Bartha Károly (1889–1956) tanító, író és etnográfus.
- A Lantos-fivérek a francia ellenállás mártírjai.